# Guy de Beauchamp
Guy de Beauchamp (v. 1272–12 août 1315), 10e comte de Warwick, est un magnat anglais, et l'un des principaux opposants au roi Édouard II et à son favori, Pierre Gaveston. Guy est le fils de Guillaume de Beauchamp, le premier comte de Warwick issu de la famille de Beauchamp, et succède à son père en 1298. Il se distingue au cours de la bataille de Falkirk et, en conséquence, devient un loyal serviteur de la couronne sous le règne d'Édouard Ier. Après l'avènement d'Édouard II en 1307, cependant, il entre rapidement en conflit avec le nouveau roi et le favori de celui-ci, Pierre Gaveston. Warwick est l'un des principaux artisans des Ordonnances de 1311, qui limitent les pouvoirs du roi et imposent l'exil de Gaveston.
Lorsque Gaveston fait son retour en Angleterre en 1312 — au mépris des Ordonnances —, il est fait prisonnier par Aymar de Valence, 2e comte de Pembroke. Warwick enlève alors Gaveston et, de concert avec Thomas de Lancastre, 2e comte de Lancastre, le fait exécuter. Cet acte suscite l'émoi du baronnage et déclenche de la sympathie et du soutien pour la cause du roi, mais Warwick et Lancastre parviennent néanmoins à obtenir un pardon pour leurs actions. Après la défaite désastreuse du roi face aux Écossais à la bataille de Bannockburn en 1314, l'autorité d'Édouard II est une nouvelle fois affaiblie et les barons rebelles prennent le contrôle du gouvernement. Le triomphe est pourtant de courte durée pour Warwick, qui meurt dès l'année suivante.
Guy de Beauchamp est de nos jours essentiellement demeuré célèbre pour son rôle joué dans la mise à mort de Gaveston, mais ses contemporains l'ont considéré comme un homme aux capacités de jugement exceptionnelles et de grande sagesse, notamment en raison de sa lutte ardente pour le respect des Ordonnances, qu'il a largement contribué à édicter. À l'époque, il détient une importante collection de livres et ses conseils ont été souvent recherchés par les autres seigneurs d'Angleterre. Après Thomas de Lancastre, il est sous le règne d'Édouard II le plus puissant pair du royaume et, après sa mort, ses possessions et son titre sont hérités par son fils aîné Thomas de Beauchamp, 11e comte de Warwick.

## Biographie

### Origines et famille
Guy de Beauchamp est le fils aîné et héritier de Guillaume de Beauchamp (v. 1238–5 ou 9 juin 1298), 9e comte de Warwick. Sa mère est Maud FitzJohn, fille de John FitzGeoffrey, qui est Lord juge en chef d'Irlande et est un membre du conseil des quinze pairs qui imposent les Provisions d'Oxford au roi Henri III en 1258. Guillaume est le neveu de Guillaume Mauduit, 8e comte de Warwick, et lorsque son oncle meurt sans descendance en 1268, il devient le premier comte de Warwick issu de la famille de Beauchamp. En 1271 ou 1272, son premier fils naît, et en référence au nouveau titre familial, Guillaume prénomme son fils d'après le héros légendaire Guy de Warwick. Guillaume de Beauchamp se révèle au cours de sa vie être un commandant militaire habile, qui joue un rôle important dans les guerres menées par le roi Édouard Ier contre les Écossais et les Gallois.
Un mariage entre Guy et Isabelle de Clare, fille de Gilbert de Clare, 7e comte de Gloucester et 6e comte de Hertford, a été sérieusement envisagé, et a peut-être même eu lieu avant d'être annulé. Ce n'est qu'en 1309 que Guy épouse Alice de Toeni, une riche héritière du Hertfordshire. À cette époque, Guy est déjà comte de Warwick depuis la mort de son père Guillaume en 1298. De son épouse Alice, Guy a deux fils et deux filles :
- Maud (morte en 1366), mariée avant Pâques 1332 à Geoffrey de Say, 2e baron Say, d'où descendance ;
- Thomas (v. 14 février 1314 – 13 novembre 1369), 11e comte de Warwick, marié le 31 mai 1328 à Catherine Mortimer ;
- John (v. 1315–2 décembre 1360), 1er baron Beauchamp de Warwick (en), chevalier de la Jarretière et porte-étendard à la bataille de Crécy en 1346 ;
- Elizabeth (v. 1316–1359), mariée en 1328 à Thomas Astley, 3e baron Astley, d'où descendance.

D'une maîtresse inconnue, il a également trois filles illégitimes : 
- Isabella, mariée à John Clinton ;
- Emma, mariée à Rowland Odingsells ;
- Lucia, mariée à Robert de Napton.

### Service auprès d'ÉdouardIer

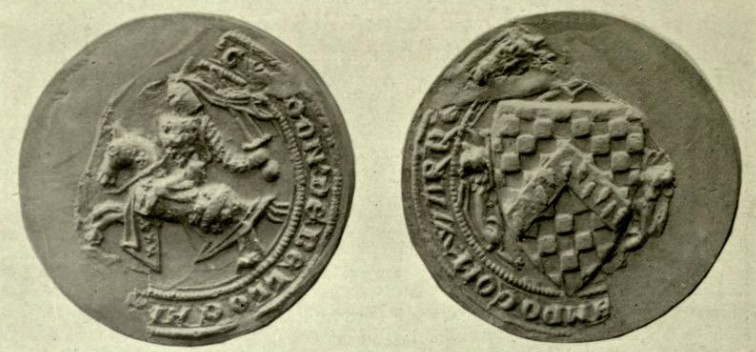
Le sceau de Guy de Beauchamp, 10e comte de Warwick, dans la Lettre des barons de 1301. Les armes présentées sont celles de Newburgh, la famille de ses prédécesseurs, les comtes de Warwick de la famille de Beaumont. Les Beauchamp divisent souvent leurs armes avec celles de Newburgh, plaçant parfois ces dernières aux premier et quatrième quartiers.

Armorial des comtes de Warwick de Newburgh, adopté vers 1200, au début de l'ère de l'héraldique : Échiquier d'azur et d'or au chevron d'hermine.

Édouard Ier adoube Guy de Beauchamp à Pâques 1296. La carrière de Warwick au service de la couronne commence deux ans plus tard, lors de la campagne aboutissant à la bataille de Falkirk le 22 juillet 1298. La bataille met fin aux espoirs d'indépendance des Écossais menés par le rebelle William Wallace et s'achève par un succès complet de l'armée anglaise. Warwick s'y distingue tout particulièrement et reçoit en récompense des terres situées en Écosse d'une rente annuelle de 1 000 marcs. À ce moment-là, son père Guillaume est déjà décédé depuis le mois de juin, mais ce n'est que le 5 septembre que Guy rend hommage au roi pour ses terres et devient comte de Warwick et haut shérif héréditaire du Worcestershire à vie. 
Il poursuit ses services envers le roi en Écosse et ailleurs. En 1299, il est présent au mariage du roi et de Marguerite de France à Canterbury. En 1300, il prend part au siège du château de Caerlaverock et, l'année suivante, est l'un des signataires de la Lettre des barons adressée au pape Boniface VIII, qui rejette l'autorité exercée par la papauté concernant la question de l'assujettissement de l'Écosse à la couronne d'Angleterre. Toujours en 1301, il participe aux négociations avec la France concernant la libération du roi déchu d'Écosse Jean Balliol,. Il est ensuite présent au siège du château de Stirling en 1304 aux côtés du futur Édouard II, alors prince de Galles. En mars 1307, enfin, il organise les préparatifs du voyage du prince Édouard en France, qui est pourtant annulé en définitive.
Au début de l'année 1307, Édouard Ier réalise son dernier don en terres au comte de Warwick, lorsqu'il lui confie la seigneurie de Barnard Castle, située dans le comté de Durham. Celle-ci avait auparavant appartenu à Jean Balliol mais lui a été confisquée lors de sa déposition en 1296. Le 7 juillet 1307, près de Burgh by Sands dans le Cumberland, Warwick assiste à la mort du roi Édouard Ier, alors que celui-ci est en train de mener son ultime campagne militaire en Écosse. Avec Thomas de Lancastre, 2e comte de Lancastre, et Henry de Lacy, 3e comte de Lincoln, il porte les épées d'apparat au cours du couronnement du nouveau roi Édouard II, organisé en l'abbaye de Westminster le 25 février 1308.

### Conflit avec Édouard II
Avant sa mort, Édouard Ier avait fait exiler Pierre Gaveston, le favori du prince Édouard, et Warwick a été chargé par le roi sur son lit de mort d'empêcher le retour de Gaveston. Pourtant, l'une des premières décisions d'Édouard II est de rappeler son favori et de lui attribuer le titre de comte de Cornouailles dès le mois d'août 1307. Warwick est le seul des barons éminents du royaume qui refuse d'apposer son sceau sur la charte attribuant son nouveau comté à Gaveston et fait preuve dès le début de son règne d'une profonde hostilité à Édouard II. Gaveston est considéré comme un simple parvenu par l'aristocratie anglaise et se rend profondément impopulaire auprès de celle-ci par son arrogance et son influence sur le nouveau souverain. Il n'hésite pas à attribuer des surnoms moqueurs aux pairs du royaume et surnomme ainsi Warwick « le chien noir des Ardennes ».

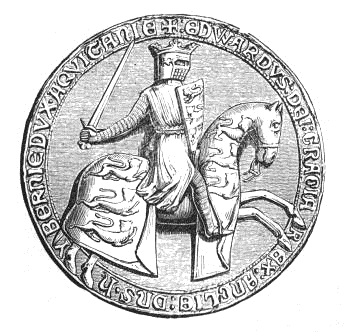
Warwick est en constante opposition avec le roi Édouard II, représenté ici dans son sceau, au cours de son règne.

Gaveston est une nouvelle fois contraint à l'exil en 1308 sous la pression des barons, mais Édouard le rappelle dès l'année suivante. Le roi a négocié au cours de l'hiver 1308 le rappel de Gaveston auprès des seigneurs, et seul Warwick s'y est opposé. Avec le temps, cependant, l'opposition au roi ne cesse de croître. Une autre source de mécontentement pour les barons anglais est l'abandon par Édouard II des campagnes militaires en Écosse débutées par son père, une politique qui conduit à des raids écossais fréquents dans le Nord du royaume. Cette décision affecte sérieusement Warwick, dont les terres sont surtout situées dans le Nord. Les tensions augmentent à un tel point que le roi interdit au début de 1310 à plusieurs seigneurs, dont Warwick, de venir en armes au Parlement. Les seigneurs mécontents passent outre et, en mars 1310, forcent le roi à accepter la nomination d'une commission chargée de rédiger des Ordonnances visant à réformer son gouvernement.
Les leaders des Seigneurs Ordonnateurs sont, du côté du clergé Robert Winchelsey, archevêque de Canterbury, et du côté de la noblesse, les comtes de Lincoln, de Lancastre et de Warwick,. Henry de Lacy, 3e comte de Lincoln, est l'un des comtes les plus âgés et disposant du plus d'expérience, et est une figure modératrice et consensuelle parmi les Ordonnateurs. Thomas de Lancastre, qui est le gendre et héritier du comte de Lincoln, est le cousin du roi et le plus riche seigneur du royaume, mais joue à ce moment-là parmi les Ordonnateurs un rôle moins prépondérant que sa position pourrait lui permettre de prétendre. Enfin, Warwick est décrit par certaines sources comme le chef des Ordonnateurs : certainement, il en est le défenseur le plus ardent et le plus virulent. Les Ordonnances que ces seigneurs rédigent posent des restrictions aux prérogatives royales en matière de finances et d'administration. Par ailleurs, elles imposent, une nouvelle fois, l'exil de Gaveston en novembre 1311, qui est cette fois perpétuel et passible du risque d'excommunication en cas de retour illégal du favori en Angleterre.

### La mort de Gaveston
Le troisième et dernier exil de Gaveston est encore plus court que les précédents et, après à peine deux mois d'absence, le favori effectue ses retrouvailles en janvier 1312 avec Édouard II dans le Nord de l'Angleterre. L'archevêque Winchelsey riposte à cette audace en frappant d'excommunication Gaveston, comme les Ordonnances l'autorisaient à agir. Lancastre, qui a entretemps succédé en février 1311 à son beau-père Lincoln dans ses titres et terres, prend le commandement de l'opposition baronniale au roi et rassemble ses partisans pour décider des mesures à prendre contre le roi et son favori. Pendant qu'Édouard part pour York, plusieurs barons se lancent à la poursuite de Gaveston. Gaveston, assiégé au château de Scarborough, accepte de se rendre le 19 mai 1312 à Aymar de Valence, 2e comte de Pembroke, à condition que ce dernier garantisse sa sécurité. Pembroke fait figure de modéré parmi les Ordonnateurs et il est probable que Gaveston ait choisi de se rendre à lui plutôt qu'à ses redoutables adversaires, à l'instar de Warwick ou Lancastre.
Pembroke procède ensuite en direction du Sud du royaume et loge quelque temps son prisonnier dans le village de Deddington, dans l'Oxfordshire. En l'absence de Pembroke, Warwick enlève de force Gaveston le 10 juin et l'emmène sous haute escorte au château de Warwick. Là, en présence de Warwick, Lancastre et d'autres seigneurs, Gaveston est condamné à mort le 18 juin pour haute trahison par un tribunal présidé par les pairs présents. Le lendemain, il est emmené par Lancastre en un lieu nommé Blacklow Hill et y est décapité par deux affidés de Lancastre ; Warwick a quant à lui refusé d'assister à la mise à mort du favori honni. D'après les Annales Londonienses, quatre cordonniers rapportent peu après l'exécution le cadavre du favori à Warwick, qui refuse avec effroi de l'accepter et ordonne qu'il soit retourné à Blacklow Hill. Le corps de Gaveston est finalement amené à Oxford par des dominicains et, le 2 janvier 1315, est inhumé à Kings Langley à la demande d'Édouard II et en présence de plusieurs seigneurs, tandis que Warwick et Lancastre boudent ostensiblement la cérémonie.
La brutalité et la question de la légalité des actions des comtes permettent au roi de gagner en sympathie. Pembroke est particulièrement offensé, car son honneur de chevalier a été brisé car il avait promis de protéger Gaveston, et rallie par la suite le parti royal. Le roi lui-même jure de se venger de ses ennemis, mais ne peut pour le moment s'en prendre à Warwick et Lancastre, qui ont en outre dérobé des bijoux de valeur dans les effets personnels de Gaveston,. Un accord est conclu en octobre 1313, qui permet aux meurtriers de Gaveston d'obtenir un pardon royal. Le roi émerge cependant vainqueur des événements, tandis que Warwick et Lancastre demeurent marginalisés. La situation change complètement en 1314, lorsqu'Édouard décide de mener une campagne militaire contre les Écossais, à laquelle Warwick et Lancastre refusent de participer. L'expédition s'achève par l'humiliante défaite anglaise à Bannockburn le 24 juin, qui conduit à un basculement des rapports de force. Le roi est ainsi contraint en septembre 1314 de reconfirmer les Ordonnances et de se soumettre aux exigences des Ordonnateurs.

### Mort et jugement historique
À la mi-juillet 1315, Warwick est contraint de se retirer des affaires du gouvernement et de retourner dans ses terres à cause de sa maladie. Lorsqu'il meurt le 12 août, la direction du gouvernement du royaume revient entièrement à Lancastre. Le chroniqueur Thomas Walsingham rapporte pour sa part des rumeurs accusant le roi Édouard II ou des familiers de Pierre Gaveston d'avoir empoisonné Warwick. Le comte est inhumé dans l'abbaye de Bordesley dans le Worcestershire, dont sa famille avait été bienfaitrice pendant plusieurs décennies,. En termes de valeur, ses possessions sont à sa mort les plus importantes après celles de Lancastre dans la pairie anglaise. Ses terres, bien qu'initialement situées dans le Warwickshire et le Worcestershire, sont réparties dans 19 comtés d'Angleterre ainsi qu'en Écosse et dans les Marches galloises. Son héritier est son fils aîné, prénommé Thomas à sa naissance en février 1314 en l'honneur du comte de Lancastre. Thomas de Beauchamp, âgé d'un an et demi à la mort de son père, hérite seulement du titre de son père en 1326, à la chute d'Édouard II,. Entretemps, les possessions de Warwick se trouvent entre les mains du roi, qui offrent les chiens de chasse de Guy au comte de Pembroke. Son second fils, John, devient plus tard pair au titre de baron Beauchamp (en). Comme son frère aîné, John se distinguera au cours de la guerre de Cent Ans et sera l'un des membres fondateurs de l'Ordre de la Jarretière.
Guy de Beauchamp est probablement demeuré célèbre à cause de son opposition constante à Édouard II et pour son rôle dans la mort de Gaveston. Aux yeux de ses contemporains, en revanche, il a été considéré comme un homme au savoir et à la sagesse considérables. Sa bibliothèque, dont il fait don de 42 ouvrages à l'abbaye de Bordesley de son vivant, est très vaste. Elle contient plusieurs hagiographies ainsi que des romans concernant Alexandre le Grand ou le roi Arthur. Avant de mourir, Édouard Ier l'a chargé de veiller sur son fils. De même, à la mort du comte de Lincoln en 1311, ce dernier a recommandé à son gendre Thomas de Lancastre de suivre les conseils de Warwick, « le plus sage des pairs ». Les chroniques louent la sagesse de Warwick : la Vita Edwardi Secundi précise que « les autres comtes ne firent beaucoup de choses qu'après avoir pris son opinion : en sagesse et en conseil, il n'avait pas d'égal »,. Les historiens ultérieurs ont reflété ce point de vue. Au XIXe siècle, William Stubbs qualifie Warwick d'« homme distingué et hautement instruit, dont la sagesse brillait dans tout le royaume ». Warwick avait aussi de bonnes relations politiques grâce aux liens traditionnels de parenté et de mariage. Sa mort survient finalement à une mauvaise période et Thomas de Lancastre n'a pas été à la hauteur de la tâche de gouverner le royaume, de sorte que de nouvelles années de conflit et d'instabilité ont suivi. Néanmoins, les problèmes du règne d'Édouard II étaient profonds et, selon les mots de Michael Hicks, « il faut douter que même Warwick aurait pu apporter l'unité comme le supposait un chroniqueur ».